# Zàpadni Sossik
Zàpadni Sossik - Западный Сосык (rus) - és un khútor del krai de Krasnodar, a Rússia. Es troba a la vora esquerra del riu Sossika, afluent del Ieia, davant de Storoji Pérvie. És a 17 km al sud-est de Staromínskaia i a 157 km al nord de Krasnodar.
Pertanyen al khútor de Vostotxni Sossik.